# بريندا اندروز
بريندا اندروز (بالإنجليزية: Brenda Jean Andrews)‏ هي أحيائية وعالمة وراثة كندية، ولدت في 1957.
في عام 2015، شاركت أندروز في قيادة فريق من علماء الأحياء في مركز دونيلي بجامعة تورنتو لإنشاء أول خريطة بروتينية مفصلة بشكل كامل لإحدى الخلايا، وأظهرت الخريطة موقع جميع البروتينات في هذه الخلية. يهدف المشروع إلى إفادة ومساعدة البحث عن الخلايا السرطانية بشكل أكبر.
يتكون البحث من جمع بيانات 20 مليون خلية. تهدف أبحاث أندروز إلى إظهار تعقيد الجين المفرد وكيفية تفاعله مع جينات متعددة أخرى.
تعمل أندروز حاليًا أستاذة ورئيسة بكلية الطب بجامعة تورنتو وأفضل قسم للأبحاث الطبية إذ تدير أيضًا مختبر أندروز في مركز دونيلي للبحوث الخلوية والجزيئية الحيوية. وهي معروفة ببحثها ومنشوراتها المتعلقة بالوراثة والاضطرابات الوراثية. 
في عام 2017، عُينت أندروز أستاذة جامعية، وهو أعلى تكريم لأعضاء هيئة التدريس في جامعة تورنتو.

## دراستها
تخرجت أندروز من جامعة تورنتو إذ حصلت على بكالوريوس العلوم في علم الحيوان في عام 1980 ثم حصلت على درجة الدكتوراه في الفيزياء الحيوية الطبية في عام 1986.
ذهبت لاحقًا إلى جامعة كاليفورنيا في سان فرانسيسكو لتدريب ما بعد الدكتوراه بتوجيه عالم الوراثة إيرا هيرسكويتز في عام 1991. عادت بعد ذلك إلى جامعة تورنتو لمناصب التدريس والبحث، حيث أصبحت أستاذًا مساعدًا وفيما بعد رئيسًا لقسم الوراثة الطبية. كانت متحدثة رسمية في العديد من المؤتمرات والفعاليات الدولية بالإضافة إلى مشاركتها فيها.
تُعد أندروز من أهم الشخصيات التي تعبر عن مخاوفها عن نقص تمويل البحث العلمي من الحكومة الفيدرالية، وتشجع على زيادة تمويل البحوث المختبرية في كندا. 
وهي رئيسة التحرير الحالية والمؤسّسة للمجلة العلمية المتوفرة للجميع ( ج3: الجينات، الجينوم، علم الوراثة من قبل جمعية علم الوراثة الأمريكية).

## جوائزها
في ديسمبر 2015، مُنحت أندروز الوسام الوطني الكندي كمرافقة وهي أعلى درجة أوسمة، لمساهماتها في أبحاث بيولوجيا النظم والمساهمات في البحث في علم الوراثة الجزيئية.
انتُخبت أندروز زميلة للجمعية الملكية الكندية في عام 2005 وهي حائزة على العديد من الجوائز والعضويات المتعلقة بالعلوم بما في ذلك انضمامها كزميلة منتخبة للجمعية الأمريكية للميكروبيولوجيا، وزميلة الجمعية الأمريكية لتقدم العلوم وكبيرة زملاء الجمعية الكندية في معهد البحوث المتقدمة إذ أصبحت مديرة منطقة أبحاث علم الوراثة بالمعهد. جوائز أخرى تشمل:
- جائزة التميز البحثي الممتاز.[18]
- زميلة وعالمة في مجلس البحوث الطبية في كندا (المعروف الآن باسم المعاهد الكندية للبحوث الصحية.[18]
- جائزة إيرا هيرسكويتز، 2010.[19]